# Фрост, Фрэнк (музыкант)
Фрэнк Отис Фрост (англ. Frank Otis Frost; 15 апреля 1936 года, Оверн, Арканзас, США — 12 октября 1999 года, Хелена, Арканзас, США) — американский блюзовый харпер и гитарист. Номинант Blues Music Awards в категориях «Альбом традиционного блюза» (1991, 1997, 2000), «Блюзовый харпер» (2000) . Называется «одним из выдающихся исполнителей дельта-блюза на губной гармошке» 

## Биография
Большинство источников указывают что Фрэнк Фрост родился в Оверне, округ Джэксон, штат Арканзас в 1936 году, хотя исследователи Боб Игл и Эрик ЛеБлан считают что он родился в Паттерсоне, округ Вудруфф в  1938 году. 
Он начал в раннем возрасте играть на пианино в церкви. В 1951 году Фрэнк Фрост переехал в Сент-Луис, где он стал играть на гитаре. В 18 лет Фрэнк Фрост стал гастролировать с барабанщиком Сэмом Карром и его отцом Робертом Найтхоуком. В 1956 году группа отправилась в турне с Сонни Боем Уильямсоном, с которым они работали несколько лет и который обучил его игре на гармонике. После травмы руки музыкант окончательно оставил гитару и сконцентрировался на гармонике . В 1962 году Фрэнк Фрост с Карром и гитаристом Биг Джек Джонсоном создали группу The Nighthawks, предтечу The Jelly Roll Kings. Она выступала нерегулярно, впрочем выпустила два альбома в 1962 и 1966 годах. Во время концерта группы, Фрост привлёк внимание Сэма Филлипса, создателя Sun Records, который записал несколько сольных синглов музыканта. Песня «My Back Scratcher», версия песни Слима Харпо, попала в R&B чарт и продержалась там три недели . В течение 1970-х Фрэнк Фрост выступал лишь в составе группы на юге США. 
После того как в конце 1970-х вспыхнул интерес к блюзу, Earwig Music Company заключила контракт с трио уже под названием The Jelly Roll Kings, которая в 1979 году выпустила альбом Rockin' the Juke Joint Down, который в 1980 году был номинирован на Blues Music Awards в номинации «Альбом традиционного блюза». В дальнейшем группа так же собиралась для временных выступлений, включая гастроли за границей, в частности в Лондоне в 1989 году, и время от времени выпускала альбомы, но в основном музыканты работали сольно. Фрэнк Фрост выпустил в 1992 году свой альбом Deep Blues, а в дальнейшем по большей части записывался с Сэмом Карром. 
В 1990-е годы, несмотря на ухудшение здоровья ввиду многолетнего злоупотребления алкоголем и сигаретами , Фрэнк Фрост продолжал выступать в местных клубах, в частности в  Eddie Mae's Cafe в Хелене. Последнее его выступление состоялось на King Biscuit Blues Festival за четыре дня дно смерти. На сцене он выступал сидя в инвалидном кресле и едва мог играть . Фрэнк Фрост умер 12 октября 1999 года в Хелене. Похоронен на кладбище Magnolia Cemetery. Улица, на которой он жил, была переименована в улицу Фрэнка Фроста, а в окне Eddie Mae's Cafe появилась табличка с надписью: «Дом легендарного блюзмена Фрэнка Фроста» . Биг Джек Джонсон посвятил ему песню «So Long Frank Frost», получившую номинацию Blues Music Awards «Песня года» в 2001 году.
«Как харпер, Фрост обладал богатым репертуаром блюзовых риффов и стилей. Он мог стонать в верхнем регистре, как Джимми Рид, развлекать взрывами музыки, как Литтл Уолтер, и звучать почти как Сонни Бой, когда хотел».
«…вышедший 28 апреля 1962 года, Jelly Roll King был возвратом к более ранней эпохе, комбо Фроста зацикливалось на жестком груве в стиле Джимми Рида, в который Фрост вживался с уверенностью, проверенной в джук-джойнте, его плачущая гармошка дополняла его низкую вокальную подачу» .

## Дискография

### Альбомы
- 1992: Frank Frost With Freddie & The Screamers — Deep Blues (Appaloosa)
- 1996: Frank Frost With Sam Carr  – Keep Yourself Together (Evidence)
- 1998: Big Boss Man (The Very Best Of Frank Frost) (Collectables, сборник)
- 1999: Frank Frost With Sam Carr  – The Jelly Roll Kings (HMG)
- 2004: Live In Lucerne (HMG) (R.O.A.D. Records)
- 2007: Frank Frost With Sam Carr  – The Last Of The Jelly Roll Kings (Blue Label)

### Синглы
- 1962: «Frank Frost And The Night Hawks — Crawlback»/«Jelly Roll King» (Phillips International)
- 1966: «Things You Do»/«Harpin' On It» (Jewel Records)
- 1966: «My Back Scratcher»/«Harp And Soul» (Jewel Records)
- 1967: «Ride With Your Daddy Tonight»/«Pocket Full Of Money» (Jewel Records)
- ?: «Things You Do»/«Pretty Baby» (Jewel Records)